# Elskerinden
Elskerinden er en amerikansk stumfilm fra 1917 af Edmund Lawrence, George Cowl og William A. Brady.

## Medvirkende
- Kitty Gordon som Juliette La Monde.
- Jack Drumier som Robert Nicholson.
- Inez Shannon som Mrs. Nicholson.
- Robert Forsyth som Dr. Stewart.
- Edward Elkas som Jan Moritz.